# 港東上里
港東上里，是台灣南部自清治時期至日治初期的一個行政區劃，其範圍包括今屏東縣的萬巒鄉、潮州鎮及崁頂鄉。
港東上里西北邊為港西下里，北邊為港西中里，東邊為蕃地，南邊為港東中里，西南邊為新園里。

## 管轄街庄
港東上里共轄16個庄：
- 今萬巒鄉境內：萬巒庄、四溝水庄、五溝水庄、佳佐庄、赤山庄、新厝庄
- 今潮州鎮境內：潮州庄、崙仔頂庄、五魁藔庄、八老爺庄、檨仔腳庄、四林庄
- 今崁頂鄉境內：崁頂庄、力社庄、洲仔庄、過溪仔庄